# Cornelius Huggins
Pour les articles homonymes, voir Huggins.
Cornelius Bernard Huggins (né le 1er juin 1974) est un footballeur vincentais qui jouait au poste de défenseur. Il a été le sélectionneur de Saint-Vincent-et-les-Grenadines à deux reprises.

## Biographie

### Carrière de joueur
Comme joueur, Huggins s'est surtout distingué en Malaisie, au Kedah FA, où il a fait le doublé Championnat-Coupe deux fois consécutivement (voir palmarès). 
International vincentais de 1995 à 2011, il a notamment joué la finale de la Coupe caribéenne des nations 1995, perdue face Trinité-et-Tobago. Il dispute, l'année suivante, la Gold Cup 1996 avec son pays. Il a aussi participé aux qualifications pour les Coupes du monde de 1998, 2002, 2006, 2010 et 2014 (25 matchs joués).

### Carrière d'entraîneur
Devenu entraîneur, il est nommé sélectionneur de l'équipe de Saint-Vincent-et-les-Grenadines en 2012 après en avoir été l'entraîneur-adjoint. Il réussit à se hisser jusqu'au 4e tour préliminaire lors des éliminatoires de la Coupe du monde 2018, après avoir éliminé successivement le Guyana et Aruba aux 2e et 3e tours, respectivement. 
En juin 2016, il cède sa place à Keith Ollivierre à l'occasion des éliminatoires de la Coupe caribéenne des nations 2017, avant de reprendre la tête de la sélection en 2017.

## Palmarès

### Palmarès de joueur
Kedah FA :
- Champion de Malaisie en 2006-07 et 2007-08.
- Coupe de Malaisie en 2007 et 2008.

 Saint-Vincent-et-les-Grenadines :
- Finaliste de la Coupe caribéenne des nations en 1995.